# Секретен екип
„Секретен екип“ (на английски: Mystery Men) е американска супергеройски комедиен филм от 1999 г. на режисьора Кинка Ъшър в пълнометражния й филмов режисьорски дебют, сценарият е на Нийл Кътбърт, базиран е на комикса Flaming Carrot Comics от Боб Бърдън. Във филма участват Бен Стилър, Ханк Азария, Уилям Мейси, Грег Киниър, Джанин Гарофало, Пол Рубенс, Кел Мичъл, Уес Студи, Джефри Ръш, Лена Улин, Еди Изард, Клеър Форлани и Том Уейтс.